# Herbetswil
Herbetswil es una comuna suiza del cantón de Soleura, situada en el distrito de Thal. Limita al norte con las comunas de Seehof (BE) y Aedermannsdorf, con la que también limita al este; al sur con Farnern (BE), Rumisberg (BE), Günsberg y Balm bei Günsberg, y al occidente con Welschenrohr y Gänsbrunnen.

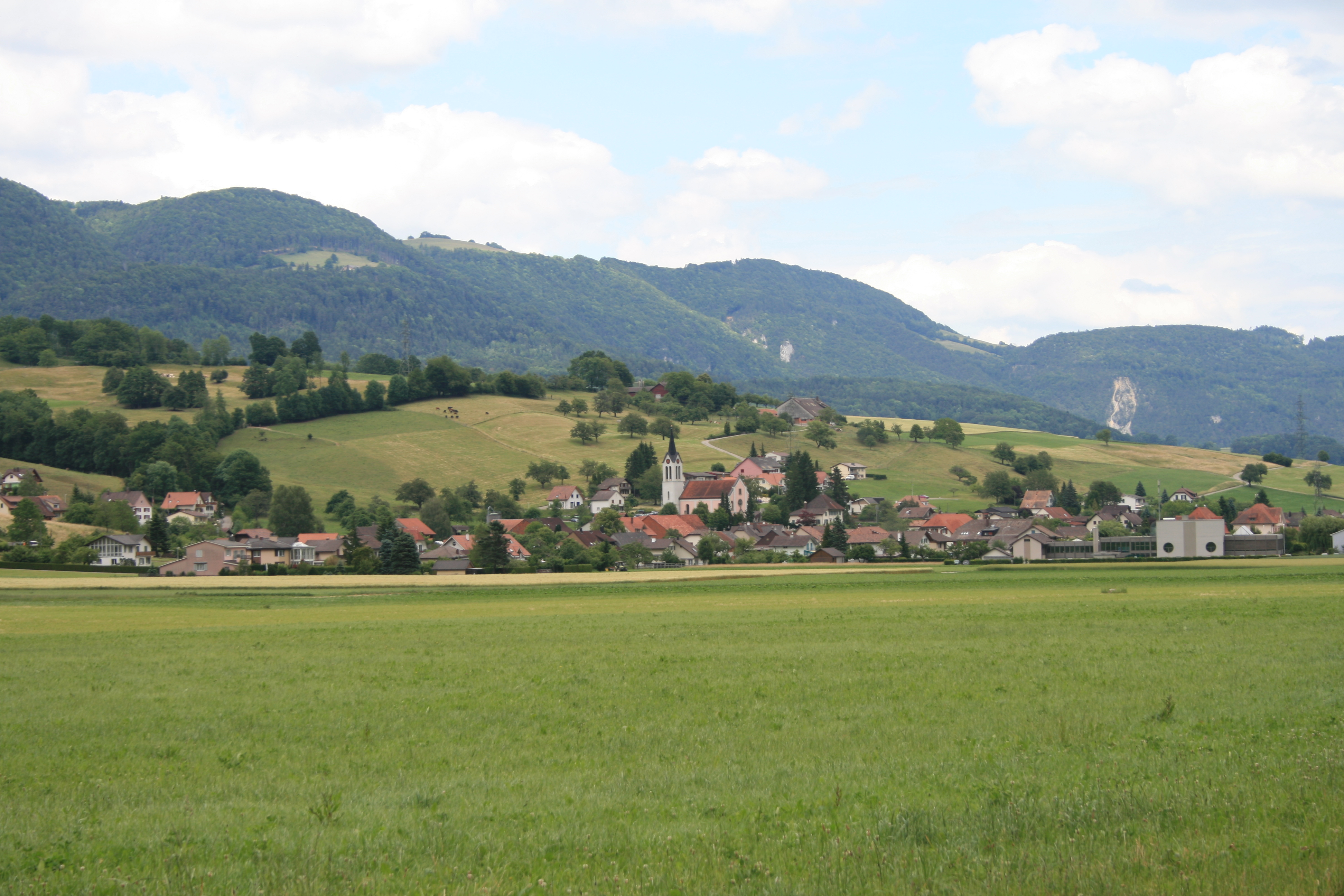
Herbetswil.